# Cyanallagma trimaculatum
Cyanallagma trimaculatum – gatunek ważki z rodziny łątkowatych (Coenagrionidae). Występuje na terenie Ameryki Południowej.